# Ferdinand von Uexküll-Güldenband
Ferdinand „Fred“ Wilhelm Freiherr von Uexküll-Güldenband (lettisch Ferdinands fon Ikskils-Gildenbands; * 17. November 1890 in Tamsal, Gouvernement Estland; † 8. Dezember 1939 in Wien) war ein deutschbaltischer Journalist und Generalsekretär des Europäischen Nationalitätenkongresses.

## Leben
Ferdinand von Uexküll-Güldenband war der drittgeborene Sohn von acht Kindern des Gutsbesitzers sowie Bauingenieurs Ludwig Ferdinand von Uexküll-Güldenband (* 1849 in Sankt Petersburg; † 1896 in Tamsal) und der Elisabeth geb. de Reese (* 1857 in Rodenkirchen; † 1927 in Tillendorf bei Bunzlau). Nach dem Besuch des Rigaer Stadtgymnasiums studierte er ab 1909 Rechtswissenschaften an der Kaiserlichen Universität Dorpat und legte 1913 in Moskau das Staatsexamen ab. Daraufhin war er ab 1914 Rechtsanwaltsgehilfe, später Grundbuchbeamter in Reval. In den Jahren 1916 und 1917 leistete er Wehrdienst in der russischen Armee und war anschließend Offiziersanwärter in Petrograd. 1918 wurde er nach Krasnojarsk verschleppt, doch es gelang ihm, nach Estland, das kürzlich seine Unabhängigkeit proklamiert hatte, zurückzukehren, wo er Dezernent im Kreisamt von Dorpat wurde. Im Lettischen Unabhängigkeitskrieg diente Uexküll-Güldenband 1919 und 1920 im 13. Tuckumschen Infanterie-Regiment der Baltischen Landeswehr, die gegen die Rote Armee kämpfte.
Nach der lettischen Unabhängigkeit wandte er sich dem Journalismus zu und war von 1920 bis 1926 Chefredakteur der Libauschen Zeitung sowie von 1927 bis 1938 Herausgeber und Hauptschriftleiter der Fachzeitschrift für Minderheitenfragen Nation und Staat, der Monatsschrift des „Verbands der Deutschen Volksgruppen in Europa“. Zwischenzeitlich war er im Sommer und Herbst 1933 als Nachfolger Paul Schiemanns Chefredakteur der Rigaschen Rundschau, deren Blattlinie er in Richtung einer offenen Sympathie für den Nationalsozialismus lenkte. Nach dem Tod Ewald Ammendes beauftragte der Europäische Nationalitätenkongress Uexküll-Güldenband 1936 mit der vorübergehenden Leitung des Generalsekretariats; 1938 wurde seine Ernennung dauerhaft.
Ferdinand von Uexküll-Güldenband, der zeitlebens unverheiratet war, starb im Alter von 49 Jahren durch Suizid. Laut dem Handbuch der völkischen Wissenschaften kann als wahrscheinlich gelten, dass er nach dem „Anschluss“ Österreichs als „möglicherweise ‚nichtarisch‘ oder/und homosexuell“ von Verfolgung bedroht war.

## Schriften (Auswahl)
- Lettland. In: Fritz Stricker (Hrsg.): Die politischen Parteien der Staaten des Erdballs. 4.–7. Heft. Regensberg, Münster 1924, S. 82–97 (ut.ee).
- Die bolschewistische Lösung des Nationalitätenproblems. In: Nation und Staat. Jg. 8, Nr. 10/11, 1935, S. 634–658.